# Preben Plum
Preben Thorvald Paul Bretteville Plum (31. august 1906 i Assens – 27. januar 2002) var en dansk børnelæge, professor i pædiatri ved Københavns Universitet og leder af Rigshospitalets børneafdeling. Han blev student fra Odense Katedralskole i 1924 og læge i 1931. Hans disputats fra 1938 handlede om mangel på hvide blodlegemer, og hans arbejde med nyfødte børn og børn med spastisk lammelse gjorde ham også internationalt kendt.
I en bredere offentlighed blev han også kendt for at undersøge parapsykologiske emner. Dette arbejde førte i 1950 til afsløringen af mediet fru Melloni, som hævdede at kommunikere med ånden "Lazarus".
Preben Plum var en årrække formand for Statens Lægevidenskabelige Forskningsråd og blev hædret med æresmedlemskab af talrige udenlandske videnskabelige selskaber. Fra 1937 var han bestyrelsesmedlem i Selskabet for teoretisk og anvendt Terapi (fra 1942 formand). 1942 blev han også bestyrelsesmedlem i Dansk pædiatrisk Selskab.

## Baggrund og diverse
Preben Plum tilhørte den kendte Plum-familie og var søn af købmand Thorvald Sophus Bretteville Plum (1876-1941) og dennes hustru Ingrid, født Hvenegaard. Han giftede sig 2. januar 1932 med Edel Plum.
Preben Plum var i 1929 med til at smide pistolen, som hans fars fætter Harald Plum begik selvmord med, i havet ved Thorø. Den blev imidlertid fisket op to dage senere.
Preben Plum blev desuden omtalt i Kraks Blå Bogs 1942- og 1943-udgaver, men blev udeladt fra 1946-udgaven.